# Боттолье, Кристиан
Kристиа́н Ботто́лье (фр. Christian Bottollier; 25 июля 1928, Chenay — 1 июля 2021, Нанси) — французский футболист, играл на позиции полузащитника и нападающего.

## Биография

### Игровая карьера
Начинал карьеру в «Ле Тийо». В 1949 году присоединился к «Нанси», в котором продолжил свою карьеру. Дебютировал за «Нанси» в сентябре 1949 года в матче Лиги 1 против «Марселя», который «Нанси» выиграл со счётом 4:0. По итогам сезона 1949/50 Боттолье занял 4-е место в списке бомбардиров с 19 забитыми мячами. 
Затем главный тренер «Нанси» перевёл его на позицию атакующего полузащитника, на которой его результативность была хорошей.
Завершил карьеру игрока в 1958 году из-за тяжёлой травмы колена.

### Смерть
Скончался 1 июля 2021 года в возрасте 92 лет.